# Les Montets
Les Montets é uma comuna da Suíça, localizada no Cantão de Friburgo, com 1.259 habitantes, de acordo com o censo de 2010 . Estende-se por uma área de 10,31 km², de densidade populacional de 122 hab/km². Confina com as seguintes comunas: Bussy, Cugy, Estavayer-le-Lac, Lully, Ménières, Murist, Nuvilly, Sassel (VD), Seiry e Sévaz.
A língua oficial nesta comuna é o francês.

## Idiomas
De acordo com o censo de 2000, a maioria da população fala francês (84,1%), sendo o alemão a segunda língua mais comum, com 6,2%, e o português a terceira, com 3,1%.